# La Muse ménagère
La Muse ménagère, op. 245, est une suite de pièces pour piano de Darius Milhaud composée en 1944.

## Présentation
La Muse ménagère est une suite de petites pièces pour piano composée à Mills College en 1944,,.
L'œuvre, dédiée à la femme du compositeur, Madeleine Milhaud, « Muse Ménagère », est créée par Paul Collaer à la Radio de Bruxelles le 30 mai 1945,.
Collaer qualifie la suite de « musique calme et intime évoquant la vie de famille ».
Concernant sa femme et leur vie aux États-Unis, Darius Milhaud écrit dans Ma Vie heureuse : « Madeleine a une besogne dure ici : il n'y a pas de domestiques aux États-Unis ou à des prix supérieurs aux salaires des professeurs d'université, si l'on considère qu'on doit aussi les loger et les nourrir ; j'admire mes collègues américains qui aident aux travaux ménagers ; Madeleine est seule à tout assurer : ménage, marché, cuisine, vaisselle— et nous recevons sans cesse. Elle me sert également de chauffeur et doit voler son temps pour continuer à lire et à travailler pour elle. Aussi la petite suite pour piano qui s'intitule La Muse ménagère, et que j'ai écrite à son intention, n'est pas une vaine allusion ».

## Structure
La Muse ménagère, d'une durée moyenne d'exécution de vingt-et-une minutes vingt-cinq environ, est constitué de quinze mouvements,, :
1. La mienne (dédicace) ;
2. Le réveil ;
3. Les soins du ménage, « façon de danse chaloupée[3] » ;
4. La poésie ;
5. La cuisine, « allègre petite gigue[3] » ;
6. Les fleurs dans la maison ;
7. La lessive, « choral figuré[3] » ;
8. Musique ensemble, où le compositeur « recrée, au moyen d'échos et de changements de registre, l'illusion du piano à quatre mains[3] » ;
9. Le fils peintre, qui évoque le fils du compositeur, Daniel ;
10. Le chat ;
11. Cartomancie, « étrange pièce, constellée d'agrégats de secondes empilées[3] » ;
12. Les soins au malade ;
13. La douceur des soirées ;
14. Lectures nocturnes ;
15. Reconnaissance à la Muse.

Pour Guy Sacre, ces quinze pièces sont « les brèves notations d'un journal familier et familial, où le quotidien s'inscrit avec beaucoup de candeur et de simplicité ».
Pour Paul Collaer, c'est « une musique de l'intimité, tendre, affectueuse, avec quelques rappels de petits événements de la journée, [qui] se contente de peu de notes ».
La partition est publiée en 1945 aux États-Unis sous le titre de The Household Muse, par Elkan-Vogel—Theodore Presser,,. Dans le catalogue des œuvres de Darius Milhaud, La Muse ménagère porte le numéro d'opus 245,,.
Il existe une orchestration de la pièce par l'auteur, op. 245b, pour orchestre de chambre, écrite en 1944 et créée à Oakland comme ballet sous le titre The Ivory Tower, le 26 juillet 1945, sous la direction de Howard Brubeck (en).